# صادوق

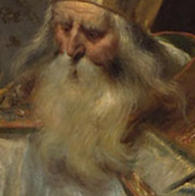
طرح‌نگاره‌ای از چهرهٔ زدوک، کاهن اعظم

صادوق (عبری: צָדוֹק הַכֹּהֵן‎) زدوک، او کاهن اعظم اسرائیل  در دوران سلطنت داوود و  سلیمان بود. (دوم سموئیل - باب ۱۶، بند ۸ تا ۱۸)